# Cañar (Cañar)
Cañar ist eine Kleinstadt und die einzige Parroquia urbana („städtisches Kirchspiel“) im Kanton Cañar der ecuadorianischen Provinz Cañar. Verwaltungssitz von Parroquia und Kanton ist die gleichnamige Stadt. Die Parroquia Cañar hat eine Fläche von 74,97 km². Die Einwohnerzahl betrug beim Zensus 2010 18.335. Davon lebten 13.407 Einwohner in der Stadt Cañar. Der Name „Cañar“ leitet sich von der indigenen Volksgruppe der Kañari ab.

## Lage
Die 3131 m hoch gelegene Stadt Cañar befindet sich in den Anden südzentral in Ecuador. Cañar befindet sich 22 km nordnordwestlich der Provinzhauptstadt Azogues. Die Fernstraßen E35 (Azogues–Riobamba) und E40 (Azogues–Guayaquil), die hier einen gemeinsamen Streckenabschnitt haben, verlaufen durch Cañar. Die Parroquia hat eine annähernd rechteckige Gestalt und misst etwa 10 km in Ost-West-Richtung sowie etwa 7 km in Nord-Süd-Richtung. Der Río Cañar fließt entlang der nördlichen Verwaltungsgrenze nach Westen und entwässert dabei das Areal. Im Westen wird das Verwaltungsgebiet von dessen linken Nebenfluss Río Chacopata begrenzt.
Die Parroquia Cañar grenzt im Norden an die Parroquias Zhud und Juncal sowie an den Kanton El Tambo, im Osten an die Parroquia Honorato Vásquez, im Süden an die Parroquia Chorocopte sowie im Westen an die Parroquia Gualleturo.

## Geschichte
Am 25. Juni 1824 wurde der Kanton Cañar in der Provinz Azuay gegründet und Cañar wurde dessen Verwaltungssitz (cabecera cantonal) und eine Parroquia urbana. Im Jahr 1880 ging der Kanton in die neu geschaffene Provinz Azogues über, die später in „Provinz Cañar“ umbenannt wurde.